# Robert Mateusiak
Robert Mateusiak  (né à Wołomin en Pologne le 13 janvier 1976) est un joueur de badminton polonais.

## Palmarès

### Jeux olympiques
- 2016 à Rio de Janeiro (Brésil)
  - Quarts de finale avec Nadieżda Kostiuczyk en double mixte
- 2012 à Londres (Royaume-Uni)
  - Quarts de finale avec Nadieżda Kostiuczyk en double mixte
- 2008 à Pékin (Chine)
  - Quarts de finale avec Nadieżda Kostiuczyk en double mixte
- 2004 à Athènes (Grèce)
  - Participation avec Michał Łogosz en double messieurs
- 2000 à Sydney (Australie)
  - Participation avec Michał Łogosz en double messieurs

### Championnats d'Europe
- Médaille d'or en double mixte en 2012 avec Nadieżda Kostiuczyk
- Médaille d'argent en double mixte en 2008 avec Nadieżda Kostiuczyk
- Médaille de bronze en double mixte en 2006 avec Nadieżda Kostiuczyk
- Médaille de bronze en double messieurs en 2006 avec Michał Łogosz
- Médaille de bronze en double messieurs en 2004 avec Michał Łogosz
- Médaille de bronze en double messieurs en 2002 avec Michał Łogosz
- Médaille de bronze en double messieurs en 2000 avec Michał Łogosz